# Сантяго Монтоя
Сантиаго Рамирес Монтоя (на испански: Santiago Ramírez Montoya) е колумбийски футболист, който играе на поста офанзивен полузащитник. Състезател на Ейселмервогелс.

## Кариера
На 22 юни 2022 г. Монтоя е обявен за ново попълнение на Ботев (Враца). Дебютира на 6 август при загубата с 5:2 като гост на ЦСКА 1948.